# Лесьце
Лесьце (пол. Leśce) — село в Польщі, у гміні Ґарбув Люблінського повіту Люблінського воєводства.
Населення — 522 особи (2011).

## Демографія
Демографічна структура станом на 31 березня 2011 року:
|          | Загалом | Допрацездатний вік | Працездатний вік | Постпрацездатний вік |
| -------- | ------- | ------------------ | ---------------- | -------------------- |
| Чоловіки | 267     | 51                 | 185              | 31                   |
| Жінки    | 255     | 43                 | 148              | 64                   |
| Разом    | 522     | 94                 | 333              | 95                   |